# Cyclophora subroseata
Cyclophora subroseata är en fjärilsart som beskrevs av Thomas E. Bowman III 1915. Cyclophora subroseata ingår i släktet Cyclophora och familjen mätare. Inga underarter finns listade i Catalogue of Life.